# Lacmellea bahiensis
Lacmellea bahiensis är en oleanderväxtart som beskrevs av J.F.Morales. Lacmellea bahiensis ingår i släktet Lacmellea och familjen oleanderväxter. Inga underarter finns listade i Catalogue of Life.